# Liolaemus robertmertensi
Liolaemus robertmertensi — вид ігуаноподібних ящірок родини Liolaemidae. Ендемік Аргентини.

## Поширення і екологія
Liolaemus robertmertensi мешкають в горах на території провінції Катамарка, а також трапляються на півночі Ла-Ріохи. Вони живуть у відкритих чагарникових і кактусових заростях. Зустрічаються на висоті від 690 до 2600 м над рівнем моря. Відкладають яйця.